# Mannur, Sindgi
Mannur là một làng thuộc tehsil Sindgi, huyện Bijapur, bang Karnataka, Ấn Độ.